# Včelín (Milíčeves)
Včelín je drobná zděná stavba v Milíčevsi, části obce Slatiny v okrese Jičín. Je chráněna jako kulturní památka České republiky.

## Historie
Přesná datace výstavby včelína není známa, snad byl postaven mezi lety 1900–1904. Postavil jej Ing. Václav Krejcar za 12 000 zlatých. V roce 1916 koupil pozemek se včelínem  Jaroslav Litochleb ze Semil. Po první světové válce koupil statek i se včelínem volyňský Čech Vladimír Syrovátko. Opravil částečně včelín, kde choval až do 50. let 20. století kolem padesáti včelstev. Poté hospodářství převzal jeho syn a předal jej do nově založeného Jednotného zemědělského družstva Milíčeves.
Od té doby včelín nebyl využívaný. Na počátku jednadvacátého století ho nový vlastník částečně opravil. Od 14. prosince 2018 byl včelín prohlášen kulturní památkou.

## Popis
Včelín je drobná zděná stavba nacházející se naproti hlavnímu vstupu do zámeckého areálu. Je vystavěna na půdorysu tvaru podkovy. Na severní straně je včelín prosvětlen obdélnými okny s šambránami. Na jihu stavby je výlet směrem do polí. Původně zde bylo umístěno až sto osm včelích úlů. Střecha je sedlová. Objektu dominuje prosklená lucerna na vrcholu střechy zakončená hrotnicí.